# Katalin Kovács
Katalin Kovács (Budapeste, 29 de fevereiro de 1976) é uma velocista húngara na modalidade de canoagem.

## Carreira
Foi vencedora das medalhas de Ouro em K-2 500 m em Atenas 2004 e Pequim 2008, em K-4 500 m em Londres 2012.
Foi vencedora das medalhas de Prata em K-4 500 m em Sydney 2000, Atenas 2004 e Pequim 2008, em K-2 500 m em Sydney 2000 e Londres 2012.